# Mahonne
Ne doit pas être confondu avec Maona.
Pour l’article ayant un titre homophone, voir Mahone.

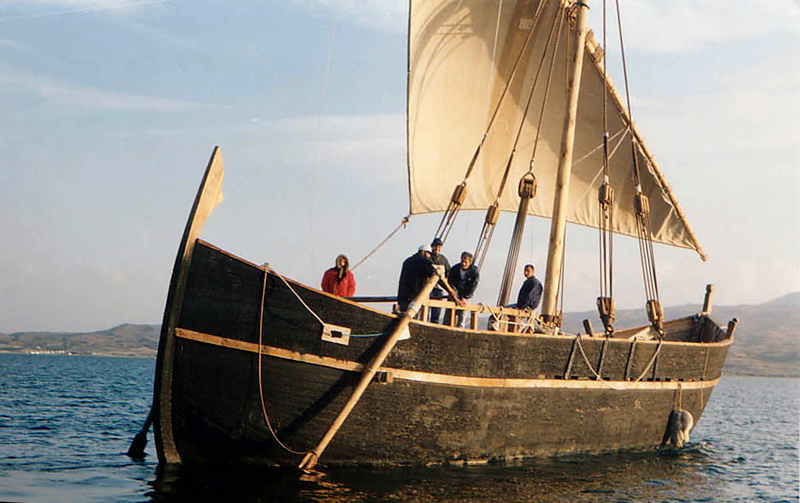
Kilikia, mahonne arménienne, ici sur le lac Sevan.

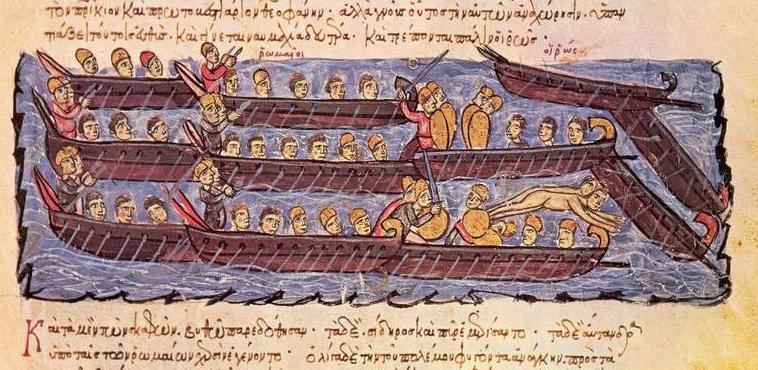
Mahonnes russes attaquant Constantinople en 941, manuscrit de Jean Skylitzès.

La mahonne est un chaland principalement à rames et gréement amovible, de grandes dimensions, spécifique de la mer Noire. Elle est parfois encore employée aux bouches du Danube, et aussi, sous le nom de bolozane, sur le fleuve même (un tableau de Francisc Șirato représente des bolozanes).

## Historique et sémantique
Les mahonnes sont attestées dès le Xe siècle. Le mot grec μαχώνη (dans le manuscrit de Jean Skylitzès) provient de μάχη, le combat, car ces chalands transportaient fréquemment des guerriers et leur armement dans des opérations de débarquement et de siège. De là, le mot est passé en turc (mavuna, mavna, désignant un « voilier à fond plat ») puis en arabe (mā'unǎh : « bateau de transport »). Le mot est également passé en italien maona, roumain mahonă, bulgare, russe et ukrainien Махонъ. Ce type de barque a la proue et la poupe relevées pour résister aux lames souvent courtes et hautes de la mer Noire.

## Typologie
Mahonnes fluviales, les bolozanes (roumain bolozană, langues slaves Болозане) étaient manœuvrées à l'aide de rames, de voiles, de perches que l'on poussait au fond, ou bien remorquées par des attelages depuis la terre, voire par des tireurs d'amarres professionnels (bourlaques, en roumain burlaci, en langues slaves Бурлаки). Le chant dit des Bateliers de la Volga (Chant des bourlaques en russe, ne concernant pas que la Volga) rappelle ces anciennes pratiques.